# Epilystoides unicolor
Epilystoides unicolor là một loài bọ cánh cứng trong họ Cerambycidae.